# 殿城
殿城（とのしろ）は、長野県上田市の地名。

## 地理
上田市東部に位置する。

## 歴史

### 沿革
- 小県郡殿城村を前身とする。
- 1889年（明治22年）4月1日 - 町村制の施行により、殿城村・漆戸村の区域をもって殿城村が発足。旧村域は、その大字となる。
- 1956年（昭和31年）9月30日 - 殿城村が豊里村と合併して豊殿村が発足。
- 1958年（昭和33年）4月1日 - 豊殿村が上田市に編入。上田市大字殿城となる。
- 2006年（平成18年）3月6日 - （旧）上田市・真田町・武石村と合併し、（新）上田市が発足。上田市殿城となる[4]。

## 世帯数と人口
2021年（令和3年）1月1日現在の世帯数と人口は以下の通りである。
| 大字 | 世帯数  | 人口    |
| ---- | ------- | ------- |
| 殿城 | 633世帯 | 1,471人 |

### 人口の変遷
| 2005年（平成17年） | 1,740人 | [ 5 ] |  |
| 2010年（平成22年） | 1,655人 | [ 5 ] |  |
| 2015年（平成27年） | 1,576人 | [ 5 ] |  |

## 交通
- 上信越自動車道
- 浅間山麓広域農道（浅間サンライン）

## 施設
- 山洋電気 神川工場
- JA信州うえだ 殿城支所
- 殿城郵便局

## 史跡
- 赤坂将軍塚古墳

## 小・中学校の学区
市立小・中学校に通う場合、学区は以下の通りとなる。
| 地区 | 小学校             | 中学校             |
| ---- | ------------------ | ------------------ |
| 殿城 | 上田市立豊殿小学校 | 上田市立第五中学校 |